# Der junge Goedeschal. Ein Pubertätsroman
Der junge Goedeschal. Ein Pubertätsroman ist ein 1920 von Hans Fallada veröffentlichter Roman.

## Entstehung
Fallada schrieb den Roman zwischen dem 24. August 1917 und dem 19. April 1919, wie aus seinen Aktennotizen aus dieser Zeit hervorgeht. Er widmete ihn seiner Geliebten Anne Marie Seyerlen, die ihn allerdings schon vor dem Erscheinen verlassen hatte. Sie hatte ihn auf die Idee gebracht, seine Jugend auf- und zu einem Roman auszuarbeiten.

## Inhalt
Kai Goedeschal ist ein junger Mann, der die Abschlussklasse eines Gymnasiums besucht. Er ist gelangweilt von den anderen Schülern, der Bürgerlichkeit seiner Eltern und den Anforderungen der Lehrer. Nachdem er Ilse Lorenz kennenlernt, verliebt er sich in sie und betet sie an, woraufhin sich seine Gefühlslage immer weiter verschlechtert und er in der Schule schlechtere Noten schreibt.
Einige Zeit später besucht er Ilse nach einem gemeinsamen Spaziergang zuhause und soll dort ihre Eltern kennenlernen. Er wartet im Flur, während sie versucht, ihre Eltern vom Kennenlernen zu überzeugen, sodass er das Gespräch mit anhören kann und aus den Äußerungen der Mutter schließt, dass sie ihn ablehnt. Von der Ablehnung getroffen, versucht er der Situation zu entgehen, versteckt sich in der Garderobe und bemerkt – diese Passage ist mit dem Mittel des Bewusstseinsstroms dargestellt –, dass es zwischen seinen Beinen kalt und nass wird. Als Ilse ihn in seinem Versteck aufspürt, bricht er zusammen, irrt in der Nacht durch die Stadt und stellt am nächsten Morgen fest, dass er sich nun vollends von allen Menschen entfremdet fühlt.
Er fängt in den folgenden Tagen an, sich schwarz zu schminken und wirre Briefe an den Direktor seiner Schule zu schreiben. Der Vater nimmt schließlich doch Kontakt zu ihm auf und empfängt ihn mit ausgebreiteten Armen, in die sich Kai Goedeschal weinend fallen lässt.

## Rezeption
Die ersten Leser und Rezipienten sahen den Roman als großartiges Werk an, das den Ruhm Falladas grundlegte. Er fand trotz einiger Besprechungen in renommierten Zeitschriften und Rezensionen durch angesehene Autoren nur wenige Leser. Sowohl die verhandelten Themen Adoleszenz, Sexualität und Suizid als auch der vom Expressionismus geprägte Ausdruck waren schon kurze Zeit nach Erscheinen des Romans nicht mehr en vogue, sodass er nicht weiter beachtet wurde.

## Ausgaben
- Der junge Goedeschal. Ein Pubertätsroman. Rowohlt Verlag, Berlin 1919, OCLC 11198372 (340 S.).
- Neuausgabe: Aufbau Taschenbuch, Berlin 2012, ISBN 978-3-7466-2861-5.